# Literatura lésbica negra en Estados Unidos
La literatura lésbica negra es un subgénero de la literatura lésbica y la literatura afroamericana centrado en las experiencias de mujeres negras que se identifican como lesbianas. El género presenta poesía y ficción sobre personajes de lesbianas negras, así como ensayos de no ficción que abordan los problemas que enfrentan. Entre las figuras destacadas del género se incluyen Ann Allen Shockley, Audre Lorde, Cheryl Clarke y Barbara Smith.
La literatura lésbica negra se caracteriza por su enfoque central en las experiencias de las mujeres negras moldeadas por sistemas entrelazados de opresión como el racismo, el sexismo, la homofobia y el clasismo.

## Historia
La literatura lésbica negra surgió a partir del movimiento feminista negro de finales de los sesenta y principios de los setenta. Insatisfechas con la incapacidad tanto del movimiento feminista de la década de 1960 como del Movimiento por los Derechos Civiles para abordar las formas específicas de opresión experimentadas por las mujeres negras, estas escritoras publicaron ensayos críticos y obras de ficción que dieron voz a sus experiencias, utilizando el movimiento feminista negro y teorías como la interseccionalidad como herramientas para su análisis. Así, las escritoras y activistas lesbianas negras pudieron utilizar el género para realizar aquellas intervenciones necesarias en las ideologías normativas relativas a la raza, el género y la sexualidad que surgieron de estos movimientos políticos más amplios.
Más específicamente, el género permitió a las lesbianas negras cuestionar la homofobia que encontraron en casi todos sus círculos políticos y comunitarios.[cita requerida] La escritora y activista Cheryl Clarke escribió ensayos como "El fracaso de la transformación: la homofobia en la comunidad negra" y "Lesbianismo: un acto de resistencia", que exploran la forma en que el patriarcado masculino blanco y la supremacía blanca crean la discriminación de género y formas racializadas de homofobia que experimentan las lesbianas negras.[cita requerida]
En 1977, el autoproclamado grupo activista de feministas y lesbianas negras conocido como The Combahee River Collective publicó una declaración en la que se describían sus principales objetivos políticos para luchar simultáneamente contra el racismo, el sexismo, la homofobia y la opresión de clases. Aunque muchas activistas destacadas participaron en la concepción de la declaración, el artículo fue finalizado por Demita Frazier, Beverly Smith y Barbara Smith. En la declaración, el grupo declaró su rechazo al separatismo lésbico, considerándolo ineficaz como estrategia política porque excluye a otros, concretamente a los hombres negros progresistas, de unirse a su causa.
Uno de los textos fundamentales del género es la novela de Ann Allen Shockley, Loving Her, publicada en 1974, ampliamente considerada como una de las primeras, si no la primera, pieza publicada de literatura lésbica negra. El libro sigue la historia de Renay, una mujer negra que abandona su matrimonio abusivo con un hombre negro para entablar una relación con una lesbiana blanca llamada Terry. Se la considera innovadora por su representación explícita de la sexualidad lésbica y allanó el camino para que las escritoras negras representaran las relaciones lésbicas en sus escritos.
Shockley siguió a la publicación de Loving Her con dos libros más, The Black and White of It, una colección de cuentos protagonizados por varias lesbianas negras, que fue la primera de su tipo, y otra novela, Say Jesus and Come to Me. Otras obras comenzaron a llegar a principios de la década de 1980 que presentaban protagonistas lesbianas negras como la novela de Alice Walker El color púrpura y la autobiografía de Audre Lorde Zami: A New Spelling of My Name. Si bien ambas novelas exploraron el desarrollo de la sexualidad de sus personajes, también examinaron las experiencias de los personajes como mujeres negras en una sociedad sexista y supremacista blanca.[cita requerida] En 1983, Anita Cornwell escribió la primera colección publicada de ensayos de una lesbiana afroamericana, Black Lesbian in White America.

## Obras destacadas

### Ficción
- Loving Her, Ann Allen Shockley (1974)
- The Black and White of It, Ann Allen Shockley (1980)
- The Women of Brewster Place, Gloria Naylor (1982)
- Sassafrass, Cypress & Indigo, Ntozake Shange (1982)
- Say Jesus and Come to Me, Ann Allen Shockley (1982)
- Zami: A New Spelling of My Name, Audre Lorde (1982)
- El color púrpura, Alice Walker (1982)
- "The Champagne Lady," Hatshepsut's Legacy, SDiane Adamz-Bogus (ca. 1985)
- Living as a Lesbian, Cheryl Clarke (1986)
- The Gilda Stories, Jewelle Gomez (1991)
- Coffee Will Make You Black, April Sinclair (1994)
- Afrekete: An Anthology of Black Lesbian Writing, Catherine McKinley and L. Joyce DeLaney (1995)
- In Another Place, Not Here, Dionne Brand (1996)
- Does Your Mama Know?: An Anthology of Black Lesbian Coming Out Stories, Lisa C. Moore (1997)
- "Miss Hannah's Lesson," Callaloo and Other Lesbian Love Stories, LaShonda Barnett (1999)
- Not Everything Is A Eulogy, Crystal Valentine (2015)
- Under the Udala Trees, Chinelo Okparanta (2015)
- Here Comes the Sun, Nicole Dennis-Benn (2016)
- i shimmer sometimes, too, Porsha Olayiwola (2019)

### No ficción
- The Combahee River Collective Statement, Demita Frazier, Beverly Smith, and Barbara Smith (1977)
- The Black Lesbian in American Literature: An Overview, Ann Allen Shockley (1979)
- Lesbianism: An Act of Resistance, Cheryl Clarke (1981)
- The Failure to Transform: Homophobia in the Black Community, Cheryl Clarke (1983)
- Homegirls: A Black Feminist Anthology, Barbara Smith (1983)
- Black Lesbian in White America, Anita Cornwell (1983)
- Sister Outsider: Essays and Speeches, Audre Lorde (1984)
- Mouths of Rain: An Anthology of Black Lesbian Thought, Briona Simone Jones (2021)